# カスティリオーネ・ディンテルヴィ
カスティリオーネ・ディンテルヴィ（イタリア語: Castiglione d'Intelvi）は、イタリア共和国ロンバルディア州コモ県チェントロ・ヴァッレ・インテルヴィに属する分離集落（フラツィオーネ）。
かつては独立したコムーネであったが、2018年1月1日にカザスコ・ディンテルヴィ、サン・フェデーレ・インテルヴィと合併して新自治体の一部となった。

## 地理

### 位置・広がり
コモ県西部、ヴァル・ディンテルヴィ（インテルヴィ谷）に位置するコムーネ。県都コモから北へ16kmの距離にある。

#### 隣接コムーネ
コムーネとしてのカスティリオーネ・ディンテルヴィは、以下のコムーネと隣接していた。
- ブレッサーニョ
- カザスコ・ディンテルヴィ
- チェラーノ・ディンテルヴィ
- ディッツァスコ
- サン・フェデーレ・インテルヴィ